# Gran Premio motociclistico di Spagna 1979
Il Gran Premio motociclistico di Spagna fu il quinto appuntamento del motomondiale 1979.
Si svolse il 20 maggio 1979 sul Circuito permanente del Jarama, e corsero le classi 50, 125, 250, 350 e 500, alla presenza di 15.000 spettatori.
In 500 Kenny Roberts vinse tranquillamente, scavalcando Virginio Ferrari (quarto) nella classifica iridata. Lo statunitense si fece notare in occasione della premiazione, quando rifiutò il premio lamentandosi degli scarsi premi di partenza.
Nelle medie cilindrate vinse Kork Ballington dopo aver battagliato con il compagno di Marca Gregg Hansford; terzo in 250 Graziano Rossi.
Quinta vittoria consecutiva in 125 per Ángel Nieto su Minarelli e seconda in 50 per Eugenio Lazzarini.

## Classe 500

### Arrivati al traguardo
| Pos | Pilota            | Moto   | Tempo     | Punti |
| --- | ----------------- | ------ | --------- | ----- |
| 1   | Kenny Roberts     | Yamaha | 57' 10" 9 | 15    |
| 2   | Wil Hartog        | Suzuki | +13" 9    | 12    |
| 3   | Mike Baldwin      | Suzuki | +19" 9    | 10    |
| 4   | Virginio Ferrari  | Suzuki | +42" 7    | 8     |
| 5   | Franco Uncini     | Suzuki | +49" 9    | 6     |
| 6   | Boet van Dulmen   | Suzuki | +54" 0    | 5     |
| 7   | Jack Middelburg   | Suzuki | +59" 6    | 4     |
| 8   | Philippe Coulon   | Suzuki | +1' 04" 9 | 3     |
| 9   | Michel Rougerie   | Suzuki | +1' 05" 6 | 2     |
| 10  | Marco Lucchinelli | Suzuki | +1' 06" 4 | 1     |
| 11  | Steve Parrish     | Suzuki | +1 giro   |       |
| 12  | Gianni Pelletier  | Suzuki | +1 giro   |       |
| 13  | Henk de Vries     | Suzuki | +2 giri   |       |
| 14  | Gerhardt Vogt     | Suzuki | +2 giri   |       |
| 15  | Sergio Pellandini | Suzuki | +2 giri   |       |
| 16  | Max Nöthiger      | Suzuki | +2 giri   |       |

### Ritirati
| Pilota            | Moto       | Motivo ritiro           |
| ----------------- | ---------- | ----------------------- |
| Seppo Rossi       | Suzuki     | problemi al motore      |
| Graziano Rossi    | Morbidelli | accensione              |
| Gustav Reiner     | Suzuki     | incidente               |
| Lennart Bäckström | Suzuki     | problemi al motore      |
| Lorenzo Ghiselli  | Suzuki     | problemi al motore      |
| Kevin Stowe       | Suzuki     | problemi al motore      |
| Hiroyuki Kawasaki | Suzuki     |                         |
| Barry Sheene      | Suzuki     | abbandono               |
| Toni Garcia       | Suzuki     | problemi al motore      |
| Peter Sjöström    | Suzuki     | problemi al motore      |
| Bernard Fau       | Suzuki     | problemi all'accensione |

### Non partito
| Pilota     | Moto   |
| ---------- | ------ |
| Tom Herron | Suzuki |

## Classe 350

### Arrivati al traguardo
| Pos | Pilota             | Moto     | Tempo     | Punti |
| --- | ------------------ | -------- | --------- | ----- |
| 1   | Kork Ballington    | Kawasaki | 53' 32" 7 | 15    |
| 2   | Gregg Hansford     | Kawasaki | +22" 1    | 12    |
| 3   | Michel Frutschi    | Yamaha   | +25" 8    | 10    |
| 4   | Patrick Fernandez  | Yamaha   | +35" 8    | 8     |
| 5   | Patrick Pons       | Yamaha   | +46" 2    | 6     |
| 6   | Sadao Asami        | Yamaha   | +47" 0    | 5     |
| 7   | Pentti Korhonen    | Yamaha   | +57" 7    | 4     |
| 8   | Víctor Palomo      | Yamaha   | +1' 08" 1 | 3     |
| 9   | Eero Hyvärinen     | Yamaha   | +1' 17" 7 | 2     |
| 10  | Richard Hubin      | Yamaha   | +1' 32" 3 | 1     |
| 11  | Lennart Bäckström  | Yamaha   | +1' 32" 7 |       |
| 12  | Edi Stöllinger     | Kawasaki | +1' 34" 4 |       |
| 13  | Didier de Radiguès | Yamaha   | +1 giro   |       |
| 14  | Reinhold Roth      | Yamaha   | +1 giro   |       |
| 15  | Alan North         | Yamaha   | +1 giro   |       |
| 16  | Etienne Geeraerdt  | Yamaha   | +2 giri   |       |
| 17  | Antonio Fastagio   | Yamaha   | +4 giri   |       |

### Ritirati
| Pilota             | Moto          | Motivo ritiro |
| ------------------ | ------------- | ------------- |
| Barry Ditchburn    | Kawasaki      |               |
| Olivier Liégeois   | Yamaha        |               |
| Andres Pérez Rubio | Yamaha        |               |
| Roland Freymond    | Yamaha        |               |
| Walter Villa       | Yamaha        | caduta        |
| Christian Estrosi  | Kawasaki      |               |
| Jean-Marc Toffolo  | Yamaha        |               |
| Luis Ricart        | Yamaha        |               |
| Olivier Chevallier | Yamaha        |               |
| Michel Rougerie    | Bimota-Yamaha |               |
| Yoshimi Matsumoto  | Yamaha        |               |
| Jon Ekerold        | Yamaha        |               |
| Anton Mang         | Kawasaki      |               |
| Klaas Hernamdt     | Yamaha        |               |
| Edmar de Almeida   | Yamaha        |               |
| Antonio Pinto      | Yamaha        |               |

## Classe 250

### Arrivati al traguardo
| Pos | Pilota                       | Moto       | Tempo     | Punti |
| --- | ---------------------------- | ---------- | --------- | ----- |
| 1   | Kork Ballington              | Kawasaki   | 49' 02" 9 | 15    |
| 2   | Gregg Hansford               | Kawasaki   | +23" 2    | 12    |
| 3   | Graziano Rossi               | Morbidelli | +32" 5    | 10    |
| 4   | Christian Estrosi            | Kawasaki   | +40" 8    | 8     |
| 5   | Walter Villa                 | Yamaha     | +48" 3    | 6     |
| 6   | Patrick Fernandez            | Yamaha     | +57" 8    | 5     |
| 7   | Jean-François Baldé          | Kawasaki   | +1' 01" 7 | 4     |
| 8   | Randy Mamola                 | Yamaha     | +1' 04" 9 | 3     |
| 9   | Richard Hubin                | Yamaha     | +1' 08" 5 | 2     |
| 10  | Anton Mang                   | Kawasaki   | +1' 21" 0 | 1     |
| 11  | Olivier Chevallier           | Yamaha     | +1' 29" 8 |       |
| 12  | Alan North                   | Yamaha     | +1' 30" 9 |       |
| 13  | Klaas Hernamdt               | Yamaha     | +1' 31" 0 |       |
| 14  | Pentti Korhonen              | Yamaha     | +1 giro   |       |
| 15  | Víctor Palomo                | Yamaha     | +1 giro   |       |
| 16  | Leif Gustafsson              | Yamaha     | +1 giro   |       |
| 17  | Fernando González De Nicolás | Yamaha     | +1 giro   |       |
| 18  | René Delaby                  | Yamaha     | +1 giro   |       |
| 19  | Reinhold Roth                | Yamaha     | +1 giro   |       |
| 20  | Edoardo Alemán               | Yamaha     | +1 giro   |       |
| 21  | Andres Pérez Rubio           | Yamaha     | +2 giri   |       |

### Ritirati
| Pilota                  | Moto     | Motivo ritiro |
| ----------------------- | -------- | ------------- |
| Roland Freymond         | Yamaha   |               |
| Barry Ditchburn         | Kawasaki |               |
| Edi Stöllinger          | Kawasaki |               |
| Guy Bertin              | Yamaha   |               |
| Francisco Pérez Calafat | Yamaha   |               |
| Hans Müller             | Yamaha   |               |
| Gianpaolo Marchetti     | MBA      |               |
| Thierry Espié           | Yamaha   |               |
| Paolo Pileri            | Yamaha   |               |

### Non qualificati
| Pilota              | Moto   |
| ------------------- | ------ |
| Luis Reyes          | Yamaha |
| Olivier Liégeois    | Yamaha |
| Antonio Garcia      | Yamaha |
| Marcelino García    | Yamaha |
| Jon Ekerold         | Yamaha |
| August Auinger      | Yamaha |
| Reino Eskelinen     | Yamaha |
| Maurizio Massimiani | MBA    |

## Classe 125

### Arrivati al traguardo
| Pos | Pilota                       | Moto         | Tempo     | Punti |
| --- | ---------------------------- | ------------ | --------- | ----- |
| 1   | Ángel Nieto                  | Minarelli    | 47' 15" 4 | 15    |
| 2   | Thierry Espié                | Motobécane   | +1" 0     | 12    |
| 3   | Walter Koschine              | Delta-Fantic | +22" 0    | 10    |
| 4   | Gianpaolo Marchetti          | MBA          | +26" 3    | 8     |
| 5   | Patrick Plisson              | Morbidelli   | +28" 7    | 6     |
| 6   | Maurizio Massimiani          | MBA          | +44" 6    | 5     |
| 7   | Per-Edvard Carlsson          | MBA          | +50" 9    | 4     |
| 8   | Stefan Dörflinger            | Morbidelli   | +56" 3    | 3     |
| 9   | Matti Kinnunen               | MBA          | +1' 00" 1 | 2     |
| 10  | Miguel Cortés                | Bultaco      | +1' 02" 9 | 1     |
| 11  | Jean-François Lecureux       | Morbidelli   | +1' 03" 1 |       |
| 12  | Jorge Navarrete              | Morbidelli   | +1' 13" 5 |       |
| 13  | Patrick Hérouard             | Morbidelli   | +1' 17" 5 |       |
| 14  | Fernando González De Nicolás | Morbidelli   | +1 giro   |       |
| 15  | José Navarrete               | Morbidelli   | +1 giro   |       |

### Ritirati
| Pilota                 | Moto       | Motivo ritiro |
| ---------------------- | ---------- | ------------- |
| Agustin Calafat Pérez  | Morbidelli |               |
| Ivan Palazzese         | MBA        |               |
| Eugenio Lazzarini      | Morbidelli |               |
| Clive Horton           | Morbidelli |               |
| Hans Müller            | MBA        |               |
| Pier Paolo Bianchi     | Minarelli  |               |
| Peter Looijesteijn     | MBA        |               |
| Bruno Kneubühler       | MBA        |               |
| Marcelino García       | Morbidelli |               |
| Pedro Cegarra          | Morbidelli |               |
| Gert Bender            | Bender     |               |
| Jean-Louis Guignabodet | Morbidelli |               |
| Ramón Pano             | Morbidelli |               |
| Thierry Noblesse       | Morbidelli |               |
| August Auinger         | Morbidelli |               |

### Non qualificati
| Pilota              | Moto       |
| ------------------- | ---------- |
| François Granon     | Morbidelli |
| Arturo Duch         | Morbidelli |
| Walter Rapolani     | Morbidelli |
| José Antonio Ingles | Morbidelli |
| Cees van Dongen     | Morbidelli |
| Jean-Paul Magnoni   | Morbidelli |
| Francisco Román     | Morbidelli |
| Paul Bordes         | Morbidelli |
| Hagen Klein         | Morbidelli |
| Reiner Koster       | Morbidelli |
| Chris Baert         | Morbidelli |

## Classe 50

### Arrivati al traguardo
| Pos | Pilota             | Moto     | Tempo     | Punti |
| --- | ------------------ | -------- | --------- | ----- |
| 1   | Eugenio Lazzarini  | Kreidler | 34' 23" 0 | 15    |
| 2   | Patrick Plisson    | ABF      | +12" 1    | 12    |
| 3   | Rolf Blatter       | Kreidler | +21" 7    | 10    |
| 4   | Gerhard Waibel     | Kreidler | +32" 7    | 8     |
| 5   | Stefan Dörflinger  | Kreidler | +37" 7    | 6     |
| 6   | Reiner Scheidhauer | Kreidler | +1' 02" 6 | 5     |
| 7   | Daniel Mateos      | Derbi    | +1' 51" 5 | 4     |
| 8   | Aldo Pero          | Kreidler | +1 giro   | 3     |
| 9   | Theo Timmer        | Bultaco  | +1 giro   | 2     |
| 10  | Wolfgang Müller    | Kreidler | +1 giro   | 1     |
| 11  | Yves Le Toumelin   | Kreidler | +1 giro   |       |
| 12  | Günter Schirnhofer | Kreidler | +1 giro   |       |
| 13  | Jacky Hutteau      | ABF      | +1 giro   |       |
| 14  | Joaquín Galí       | Bultaco  | +1 giro   |       |
| 15  | Walter Rapolani    | Kreidler | +1 giro   |       |
| 16  | Ramón Galí         | Bultaco  | +1 giro   |       |
| 17  | Gerhard Singer     | Kreidler | +1 giro   |       |
| 18  | Hermano Sande      | Kreidler | +2 giri   |       |
| 19  | Michel de Poligny  | Kreidler | +3 giri   |       |

### Ritirati
| Pilota              | Moto         | Motivo ritiro |
| ------------------- | ------------ | ------------- |
| Daniel Corvi        | Kreidler     |               |
| Jorge Navarrete     | Kreidler     |               |
| Cees van Dongen     | Kreidler     |               |
| José Antonio Ingles | Kreidler     |               |
| Hagen Klein         | Hess Spezial |               |
| Chris Baert         | Kreidler     |               |
| Peter Looijesteijn  | Kreidler     |               |
| Claudio Lusuardi    | Bultaco      |               |
| Vicente Ferrer      | Kreidler     |               |
| Ingo Emmerich       | Kreidler     |               |
| Antonio Pinto       | Kreidler     |               |
| Reiner Koster       | Malanca      |               |
| Antonio Pinheiro    | Kreidler     |               |

### Non qualificato
| Pilota            | Moto     |
| ----------------- | -------- |
| Stefan Danielsson | Kreidler |

## Fonti e bibliografia
- La Stampa, 20 maggio 1979, pag. 21 e  21 maggio 1979, pag. 17
- El Mundo Deportivo, 20 maggio 1979, pag. 33, 21 maggio 1979, pag. 34 e 22 maggio 1983, pag. 23
- Risultati della 500 su autosport.com, su autosport.com.